# Петриков, Андрей Гаврилович
Андре́й Гаври́лович Пе́триков (12 декабря 1907, Новая Ладога, Санкт-Петербургская губерния — 7 июля 1971, Отрадное, Ленинградская область) — заместитель командира отделения 763-го стрелкового полка 114-й стрелковой дивизии 7-й армии Карельского фронта, младший сержант, Герой Советского Союза.

## Довоенная биография
Родился 12 декабря 1907 года в городе Новая Ладога в семье рабочего.
После окончания школы работал на железной дороге и на лесосплаве. С 1929 года — в Северо-западном речном пароходстве — рабочим судоремонтных мастерских, начальником Свирицкого затона.
Проходил действительную военную службу в 1931—1933 годах, был участником советско-финской войны в 1939—1940 годах.

## Участие в Великой Отечественной войне
В действующей армии — с августа 1941 года. Был дважды ранен и контужен.
21 июня 1944 года младший сержант Андрей Петриков во главе группы бойцов переправился через реку Свирь в четырёх километрах западнее города Лодейное Поле. Ворвавшись в траншею противника, огнём своего ручного пулемёта уничтожил большое число финских солдат, чем обеспечил продвижение роты и создание плацдарма.
23 июня 1944 года, во время переправы роты через реку Видлица, отделение младшего сержанта Петрикова первым закрепилось на плацдарме и заняло выгодный рубеж. При отражении третьей контратаки противника Петриков был ранен, но не оставил поле боя. Заметив выходящую из леса новую вражескую группу, он принял решение ударить ей во фланг. С этой целью он, несмотря на ранение, пополз с пулемётом вперёд и достиг рубежа, откуда мог поражать противника фланговым огнём.
Указом Президиума Верховного Совета СССР от 21 июля 1944 года за образцовое выполнение боевых заданий командования на фронте борьбы с немецко-фашистским захватчиками и проявленные при этом мужество и героизм младшему сержанту Петрикову Андрею Гавриловичу присвоено звание Героя Советского Союза с вручением ордена Ленина и медали «Золотая Звезда» (№ 4045).

## Послевоенная биография
В октябре 1944 года А. Г. Петриков был демобилизован по ранению. В 1945 году вступил в ряды ВКП(б). Трудился в посёлке Свирица, работал мастером на Свирицкой пристани Северо-западного речного пароходства. Затем переехал в город Отрадное Кировского района Ленинградской области.
Скончался 7 июля 1971 года, похоронен в Отрадном.

## Награды
Награждён орденом Ленина, медалями.

## Память
- Именем Героя названо грузовое судно.
- В мае 2010 года была установлена мемориальная доска в Отрадном[1] (ул. Вокзальная, дом 5).